# جيف برك
جيف برك (بالإنجليزية: Jeff Burk)‏ (6 يونيو 1984، لانكستر في الولايات المتحدة)؛ روائي أمريكي.